# Raik
Raik est un parcours de montagnes russes navette construit par Vekoma en 2016 pour le parc Phantasialand, situé en Allemagne.

## Klugheim et Taron
En octobre 2014, les travaux d'un tout nouveau quartier (Klugheim) avec deux nouvelles attraction (Taron et Raik) ont démarré à Phantasialand. Ce quartier se situe sur l'ancien village far-west Silver City fermé en 2014.

## Description
Raik est un Family Boomerang du constructeur d'attraction néerlandais Vekoma. Raik est l'une des plus grandes montagnes russes en son genre. Le tracé ne comporte pas d'inversions et est donc très approprié pour les familles ou pour un public non attiré par les attractions fortes.
Il est notamment fabriqué à l'aide du nouveau modèle de rails de Vekoma.

## Records du monde
Raik était à son ouverture, le plus rapide et le plus long des montagnes russes du genre Family Boomerang dans le monde.